# Północna grupa marszowa OUN-B
Północna grupa marszowa OUN-B (grupa „Piwnicz”) – została sformowana w rejonie Chełma tuż po agresji III Rzeszy na ZSRR. Na jej czele stanął Mykoła Kłymyszyn, a po jego aresztowaniu przez Gestapo w Żytomierzu – Dmytro Myron.
Kierunek przemarszu: Kowel, Łuck, Zdołbunów, Żytomierz i Kijów.

## Struktura organizacyjna
- prowidnyk (komendant)
- sztab grupy:
  - zastępca prowidnyka
  - referent personalny
  - referent łączności
  - referent wojskowy
  - referent gospodarczy
- sekretarka-maszynistka
- 20–21 drużyn (rojów) po 5–12 członków OUN-B

## Literatura
- Władysław Filar, Wołyń 1939–1944, Toruń 2003.